# Világháló

A Tim Berners-Lee által feltalált WWW
Robert Cailliau készítette történeti logója

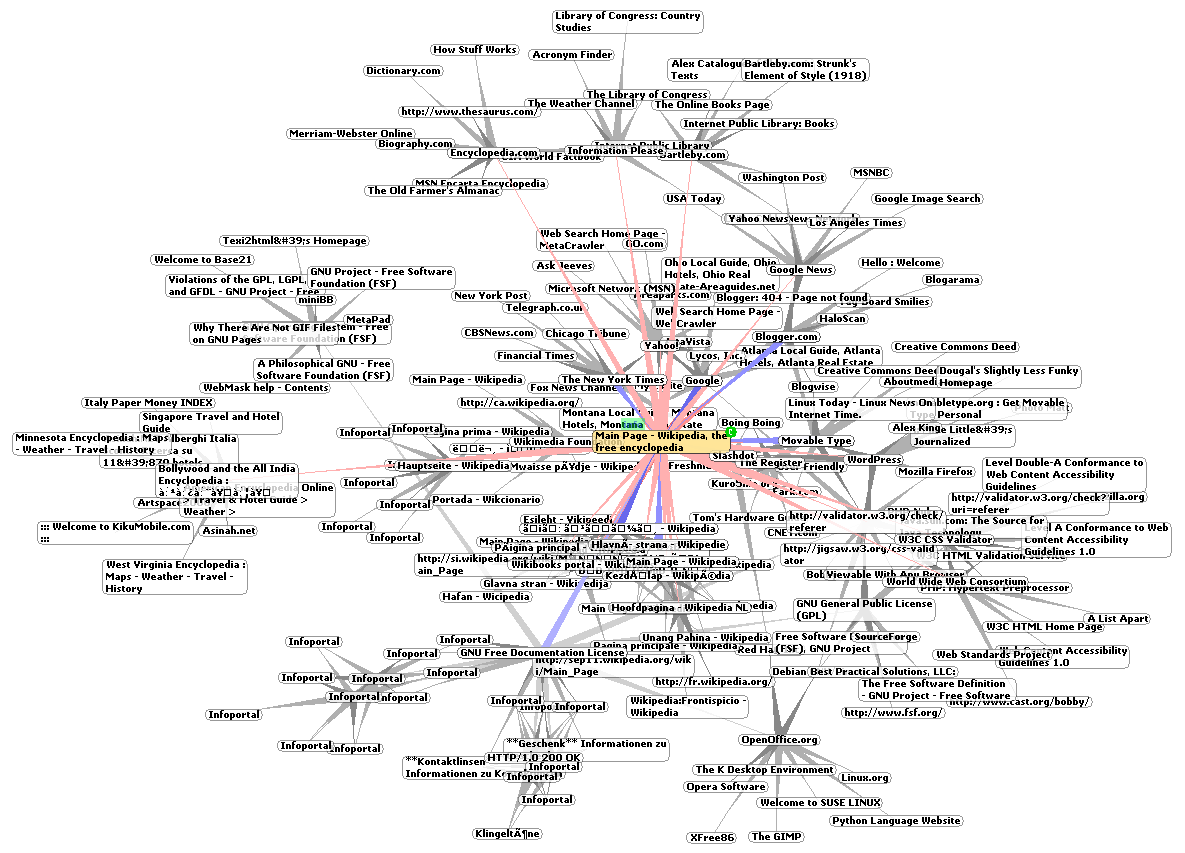
A Wikipédia körüli hiperhivatkozások grafikus ábrázolása

A világháló (angol eredetiben World Wide Web, WWW vagy röviden Web) az interneten működő, egymással úgynevezett hiperhivatkozásokkal összekötött dokumentumok rendszere. A WWW jelentése sokak számára homályos, és a legtöbben úgy gondolják, ez már magát az internetet takarja, azonban ez ilyen formában egyáltalán nem helytálló. A rendszert webböngésző program segítségével lehet elérni. Ez a program képes megjeleníteni az egyes dokumentumokat, „weblapokat”. A felhasználó a lapokon található hiperlinkek segítségével további lapokat kérhet le, amelyeken újabb hiperlinkek lehetnek. A rendszer „háló”-jellegét is ez adja; a dokumentumok a háló csomópontjai, míg a hiperlinkek a háló szálai, amelyeken keresztül egy vagy több lépésben tetszőleges csomóponthoz eljuthatunk.

## Történet
A Web alapelveit Tim Berners-Lee, a CERN részecskefizikai kutatóközpont munkatársa dolgozta ki 1989-ben. Eredeti célja a különböző intézményekben világszerte dolgozó kutatók közötti automatizált információmegosztás volt. Az alapötlet egy globális információs hálózat létrehozása volt a számítógépek, a számítógépes hálózat és a hipertext képességeinek ötvözésével.
A világháló több szempontból eltér az akkori hipertextes rendszerektől:
- A WWW-ben megengedett az egyirányú link, nem kell kétirányú. Ez lehetővé teszi, hogy valakinek az anyagára hivatkozzunk, anélkül, hogy az illetőt felkeresnénk.

- A WWW nem volt szabadalmazott bizonyos alkalmazásokkal szemben, mint például a HyperCard és a Gopher. Ez lehetővé tette, hogy függetlenül fejlesszék a szervereket és a klienseket, és licencmegkötések nélkül bővítsék kiterjesztésekkel.

1993. április 30-án a CERN bejelentette, hogy a világháló mindenki számára szabad és ingyenes. 
Még ugyanebben az évben elindult az első magyarországi WWW-szerver, a www.fsz.bme.hu Archiválva 2006. május 2-i dátummal a Wayback Machine-ben.

## A három szabvány
A világháló három szabványra épül:
- A Uniform Resource Locator (URL) leírja, milyen egyedi „címmel” kell rendelkeznie az egyes oldalaknak;
- A hipertext átviteli protokoll (Hyper Text Transfer Protocol HTTP) megadja, hogyan küld egymásnak információt a böngésző és a kiszolgáló, és a
- hipertext leíró nyelv (Hyper Text Markup Language HTML), az információkódolás eljárása, mellyel az oldal sokféle eszközön megjeleníthetővé válik. Berners-Lee jelenleg a World Wide Web Consortiumnál dolgozik, amely ezeket a szabványokat fejleszti és karbantartja, valamint továbbiakat is, melyekkel a számítógépek hatékonyan tudnak információkat tárolni és küldeni.